# Catteville
Catteville é uma comuna francesa na região administrativa da Normandia, no departamento Mancha. Estende-se por uma área de 4,61 km². Em 2010 a comuna tinha 103 habitantes (densidade: 22,3 hab./km²).